# Епархия Сокото
Епархия Сокото (лат. Dioecesis Sokotoensis) — епархия Римско-Католической церкви c центром в городе Сокото, Нигерия. Епархия Сокото входит в митрополию Кадуны. Кафедральным собором епархии Сокото является церковь святого Семейства.

## История
29 июня 1953 года римский папа Пий XII издал буллу «Ex iis praecipue», которой учредил апостольскую префектуру Сокото, выделив её из епархии Кадуны.
16 июня 1964 года папа Павел VI издал буллу «Summa clavium», которой преобразовал апостольскую префектуру Сокото в епархию.
15 декабря 1995 года епархия Сокото передала часть своей территории новоучреждённой апостольской префектуре Контагоры (сегодня — Апостольский викариат Контагоры).

## Ординарии епархии
- епископ Edward Thaddeus Lawton, OP (15.01.1954 — † 19.12.1966)
- епископ Michael James Dempsey, OP (13.07.1967 — 3.12.1984)
- епископ Kevin Aje (3.12.1984 — 10.06.2011)
- епископ Matthew Hassan Kukah (с 10 июня 2011 года)

## Источник
- Annuario Pontificio, Libreria Editrice Vaticana, Città del Vaticano, 2003, ISBN 88-209-7422-3
- Булла Ex iis praecipue, AAS 45 (1953), стр. 773  (лат.)
- Булла Summa clavium  (лат.)